# Franz Rainer Enste

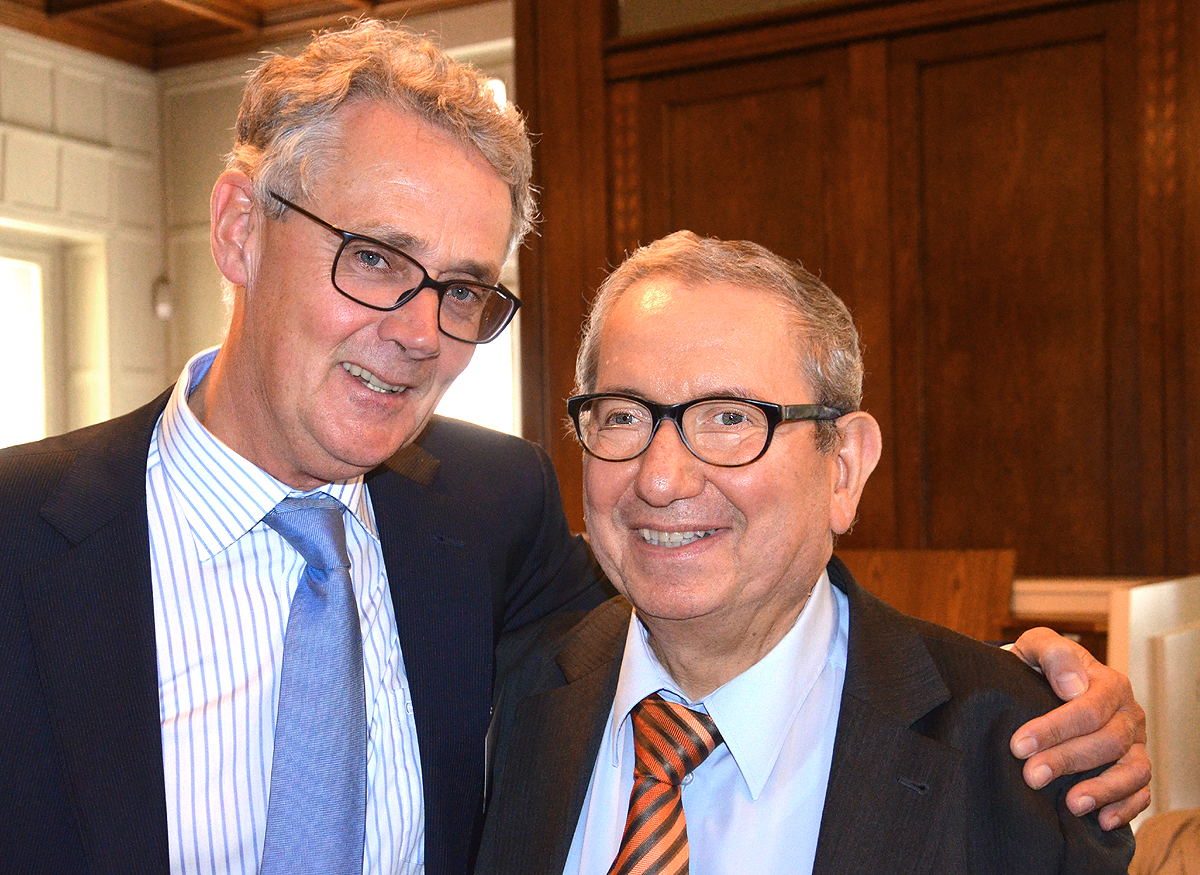
Franz Rainer Enste (links) mit Andor Izsák vom Europäischen Zentrum für Jüdische Musik 2016 in der Villa Seligmann

Franz Rainer Enste (* 1953 in Münster) ist ein deutscher Verwaltungsjurist und ehemaliger Richter, Redakteur und Sachbuchautor. Er war Sprecher des Niedersächsischen Landtages sowie der Niedersächsischen Landesregierung.

## Leben
Franz Rainer Enste studierte Rechts- und Staatswissenschaften, durchlief seinen juristischen Vorbereitungsdienst in Nordrhein-Westfalen, promovierte 1983 an der Westfälischen Wilhelms-Universität in Münster zum Thema Die Namensänderung nach § 3 Abs. 1 NÄG unter besonderer Berücksichtigung der sogenannten Stiefkinderfälle.
Daran anschließend wurde Enste zunächst als kommissarischer Leiter des Rechtsdezernats der Stadt Lüneburg tätig sowie zusätzlich als Richter am Verwaltungsgericht Lüneburg und am Verwaltungsgericht Stade. Im Jahr 1989 wurde er an den Gesetzgebungs- und Beratungsdienst des Niedersächsischen Landtages abgeordnet, wo er dann 1991 verbeamtet wurde. Im selben Jahr wurde Enste Sprecher des Niedersächsischen Landtages und leitete rund zwei Jahrzehnte vor allem die Presse- und Öffentlichkeitsarbeit, durch die er intensive Kontakte zur Niedersächsischen Landespressekonferenz und zur Medienlandschaft im Allgemeinen aufbaute. So betreute er beispielsweise den Parlamentarischen Untersuchungsausschuss zum Transrapid als auch zum Jade-Weser-Port. Zudem leitete Enste andere Referate wie dasjenige für Haushalt und Abgeordnetenrecht.
Als Sprecher des Niedersächsischen Landtages arbeitete Enste bis 1998 unter Landtagspräsident Horst Milde, unter dem nach der Wiedervereinigung der beiden deutschen Staaten unter anderem die Aufbauhilfe mit dem Nachbarland Sachsen-Anhalt auf dem Programm stand sowie „[…] die Kontaktpflege mit den späteren russischen Partnerparlamenten in Perm und Tjumen“.
Unter Landtagspräsident Rolf Wernstedt wurde die „Öffentlichkeitsarbeit“ beispielsweise durch den Tag der offenen Tür zu einem neuen Arbeitsgebiet für Enste, die Begleitung bei der Einrichtung einer ersten Internetseite des Niedersächsischen Landtages sowie die Gedenkstättenarbeit.
Von 2003 bis 2008 arbeitete Enste unter Jürgen Gansäuer. Bei den von diesem angeregten zahllosen Veranstaltungen zur niedersächsischen Landesgeschichte im Plenarsaal des Leineschlosses konnte Franz Rainer Enste sein komisches Talent – und seinen Britischen Humor – unter anderem in der Rolle des Barockkomponisten Georg Friedrich Händel, der als Kurfürstlich Hannoverscher Kapellmeister einige Stücke komponiert hatte, unter Beweis stellen.
2010 wurde Franz Rainer Enste als Nachfolger von Olaf Glaeseker, der mit dem ehemaligen niedersächsischen Ministerpräsidenten und nachmaligen Bundespräsidenten Christian Wulff als dessen nach Berlin gegangen war, Sprecher der Niedersächsischen Landesregierung unter Ministerpräsident David McAllister.
Mit dem Regierungswechsel Anfang 2013 und der Wahl des neuen Ministerpräsidenten Stephan Weil verließ Enste die landespolitische Bühne.
Franz Rainer Enste ist Mitglied des Vereins Hannoversch-Britische Gesellschaft, über die er beispielsweise Vorträge zu Musikern wie etwa Edvard Grieg hält. Gemeinsam mit dem Historiker Carl-Hans Hauptmeyer beteiligt er sich an einer Aufarbeitung der Geschichte der Gemeinde Wedemark zur Zeit des Nationalsozialismus und von 1930 bis 1950, deren Ergebnisse nach und nach veröffentlicht werden sollen.
Von 2019 bis 2023 war Franz Rainer Enste ehrenamtlicher Landesbeauftragter gegen Antisemitismus. Am 22. Juli 2024 wurde er mit dem Niedersächsischen Verdienstkreuz am Bande ausgezeichnet.
Enste ist verheiratet, hat drei erwachsene Töchter und lebt in der Gemeinde Wedemark.

## Schriften (Auswahl)
- Der Name von Stiefkindern als Kennzeichen familiärer Zugehörigkeit. In: Deutsches Verwaltungsblatt, Ausgabe 98 (1983), Heft 15, S. 787–794
- Franz Rainer Enste (Red.): Sich erinnern – sich versöhnen. Sondersitzung des Niedersächsischen Landtages aus Anlaß des Tages der nationalsozialistischen Machtergreifung vor 60 Jahren am Freitag, dem 29. Januar 1993, im Plenarsaal des Leineschlosses (= Niedersächsischer Landtag, Heft 20), hrsg. vom Präsidenten des Niedersächsischen Landtages, Hannover: Der Präsident des Niedersächsischen Landtages, 1993
- Franz Rainer Enste (Red.): Die Verabschiedung der niedersächsischen Verfassung. Festschrift aus Anlass der Verabschiedung der niedersächsischen Verfassung durch den Landtag in 1. Lesung am 18. März 1993 sowie in 2. und 3. Lesung am 13. Mai 1993, hrsg. vom Präsidenten des Niedersächsischen Landtages, Hannover: Der Präsident des Niedersächsischen Landtages, 1993
- Claus Conrad, Franz Rainer Enste (Red.), Martin Kroker (Fotos): Das Leineschloss in alten und neuen Ansichten, hrsg. vom Präsidenten des Niedersächsischen Landtages, Hannover: Der Präsident des Niedersächsischen Landtages, 1994
- Öffentlichkeitsarbeit in der Politik. Birgit Ellinger im Gespräch mit Franz Rainer Enste. In: Z. Zeitschrift für Kultur- und Geisteswissenschaften, Jg. 5 (Nr. 15) 1997, S. 62–70
- Brigitte Bötel, Franz Rainer Enste (Red.): Kunst im Landtag. Ausgewählte Werke, hrsg. vom Präsidenten des Niedersächsischen Landtages, Hannover: Der Präsident des Niedersächsischen Landtages, circa 2001
- Georg-Friedrich Händel (1685-1759) – vom hannoverschen Hofkapellmeister zum britischen Nationalkomponisten. 2. Tag der Landesgeschichte. In: Landesgeschichte im Landtag, hrsg. vom Präsidenten des Niedersächsischen Landtages (Jürgen Gansäuer), Hannover: Hahn, 2007, S. 769–775
- Für Frieden und demokratische Werte – Reden und Gedanken zu den Herausforderungen an Rotary in einer veränderten Welt.** Euromediahouse 2023. ISBN 978-3-9821396-3-0
- Für eine humane Orientierung unserer Gesellschaft Gedanken und Positionen eines (ehemaligen) Landesbeauftragten gegen Antisemitismus und für den Schutz jüdischen Lebens. Euromediahouse 2024.